# Caddo Mounds
Caddo Mounds, noto anche come Sito George C. Davis, è un sito archeologico della cultura del Mississippi. Si trova presso la  città di Alto nella contea di Cherokee nel Texas. Il sito contiene i resti di un villaggio e relativo centro cerimoniale di nativi americani di cultura Caddo, una variante regionale della cultura del Mississippi. I primi scavi scientifici nel sito sono stati condotti nel periodo 1939-1941 dall'archeologo H. Perry Newell dell'Università del Texas per conto della Works Progress Administration. Dal 1974 il sito è parte del Caddo Mounds State Historic Site di proprietà della Texas Historical Commission.